# Herbert S. Schönfeldt
Herbert Siegfried Schönfeldt (26. Mai 1895 in Landeck in Westpreußen – 29. Juni 1956 in Bad Godesberg) war ein zionistischer Jurist und Verbandsfunktionär.

## Leben
Der Sohn eines Getreidehändlers und dessen Frau, einer geborenen Baruch, erhielt seine Schulausbildung in Landeck und in Berlin, studierte sodann Rechtswissenschaften und wurde Rechtsanwalt und Notar. Als Freiwilliger im Ersten Weltkrieg wurde er an der Westfront schwer verwundet. In den 1920er und 1930er-Jahren wirkte er als Syndikus des Bankhauses Mendelssohn & Co. Nach der Machtübernahme der Nationalsozialisten 1933 wurde er wieder zugelassen. Er hatte eine Kanzlei in der Schöneberger Behrensstraße. Ab etwa 1935 war er Kuratoriumsmitglied des Hilfsvereins der deutschen Juden. Das Notariat wurde ihm Ende 1935 entzogen, die Anwaltszulassung 1936 oder 1938. 1939 emigrierte er nach Frankreich und flüchtete im nächsten Jahr mit seiner Mutter über die Pyrenäen via Lissabon nach New York City, wo er kaufmännisch in einem Schuhgeschäft tätig war.
1946 kehrte er mit dem American War Crimes Investigation Team nach Westdeutschland zurück. Er erhielt die Leitung des Bonner Verbindungsbüros der Claims Conference. Einen der drei Liquidatoren der I.G. Farben, den Düsseldorfer Rechtsanwalt Walter Schmidt (1890 – 6. Februar 1961), kannte er aus Vorkriegszeiten. Sein Nachfolger wurde Ernst Katzenstein.